# 原胤信
原 胤信（はら たねのぶ、1587年（天正15年） - 1623年12月4日〈元和9年10月13日〉）は、安土桃山時代から江戸時代初期にかけての旗本、キリシタン。原胤義の嫡男。幼名は吉丸。洗礼名はジョアン。受領名が主水助であったために、原 主水（はら もんど）の名で知られている。

## 生涯
千葉氏の筆頭重臣であった原胤栄の孫として臼井城で生まれる。生後間もなく、父・胤義は後北条氏の人質となった千葉重胤に随従して小田原城に入る。ところが、豊臣秀吉の小田原征伐の最中に祖父・胤栄が急死、父も敵軍に包囲された小田原城に籠城していたため、4歳の吉丸に代わり同族の原邦房が臼井城城代として同城に入った。だが、間もなく豊臣軍に囲まれた臼井城は落城し没落。父は千葉氏の後北条氏への加担責任を追及されて失踪する（自害したとも出奔したともいわれるが不明）。
その後、名族出身である事から徳川家康により小姓として召しだされる。1600年（慶長5年）、大坂でモレホン神父から受洗し、キリシタンとなった。1603年（慶長8年）、走衆の頭となり、1607年（慶長12年）から駿府で家康のそばに仕え、若くして御徒組頭や鉄砲組頭に抜擢されている。
ところが、1612年（慶長17年）の岡本大八事件を機に江戸幕府は本格的なキリシタン弾圧を開始し、キリスト教を信じる旗本に対しても棄教が命じられた。胤信はこれを拒んで岩槻藩に住む親族の元に出奔して現地で秘かに布教を続けた。しかし、1614年（慶長19年）に藩主高力忠房によって捕らえられて棄教を迫られるものの、胤信はこれを拒んだため、また、駿府城における9回に及ぶ不審火の走査線上に上がってきたのが、主水とその妻であった。先の岡本大八事件からキリシタンに対し疑念を強く抱いてこともあり、激怒した家康の命によって額に十字の烙印を押され、手足の指全てを切断、足の筋を切られた上で1615年（元和元年）に追放された。
胤信はその後も布教活動を続け、江戸・浅草のハンセン病患者の家を拠点とするが、後に密告によって捕らえられ、1623年（元和9年）に宣教師ら47名とともに江戸市中引廻しの上、高輪の札の辻（高札場）にて火刑に処された（江戸の大殉教）。死の直前に「私がここまで苦難に耐えてきたのは、キリストの真理を証明するためであり、私の切られた手足がその証である」と述べたと伝えられている。なお、彼の処刑は、徳川家光が将軍職を徳川秀忠から世襲しても、禁教の方針が不変であることを示すための示威行為でもあった。
なお、明治初期のプロテスタント信徒の原胤昭は、胤信の大叔父・胤親（胤栄の弟）の子孫にあたり、後に原宗家の断絶がキリシタン弾圧のせいであることを知って、その功績を伝えることに尽力している。